# Lepanthes veleziana
Lepanthes veleziana là một loài thực vật có hoa trong họ Lan. Loài này được Stimson mô tả khoa học đầu tiên năm 1970.